# Ják
Pour les articles homonymes, voir Jak.
Ják est une commune de Hongrie, située dans le département (comitat) de Vas.

## Géographie

### Situation
Ják se situe aux confins occidentaux de la Hongrie, à la frontière avec le district d'Oberwart dans le Burgenland (Autriche).

### Habitat
Le village est construit à moins d'une dizaine de kilomètres au Sud de Szombathely, plus de 80 000 habitants, le chef-lieu de district.
Lors du recensement de 2004, il y avait 2 475 habitants.

### Accès
Le village de Ják est relié par des routes secondaires, au nord à la ville de Szombathely et au village de Nárai, à l'est à Balogunyom et à la route 86 (E65) distante de 4 km, et au Sud aux villages de Szentpéterfa et de Nagykölked.

## Lieux et monuments

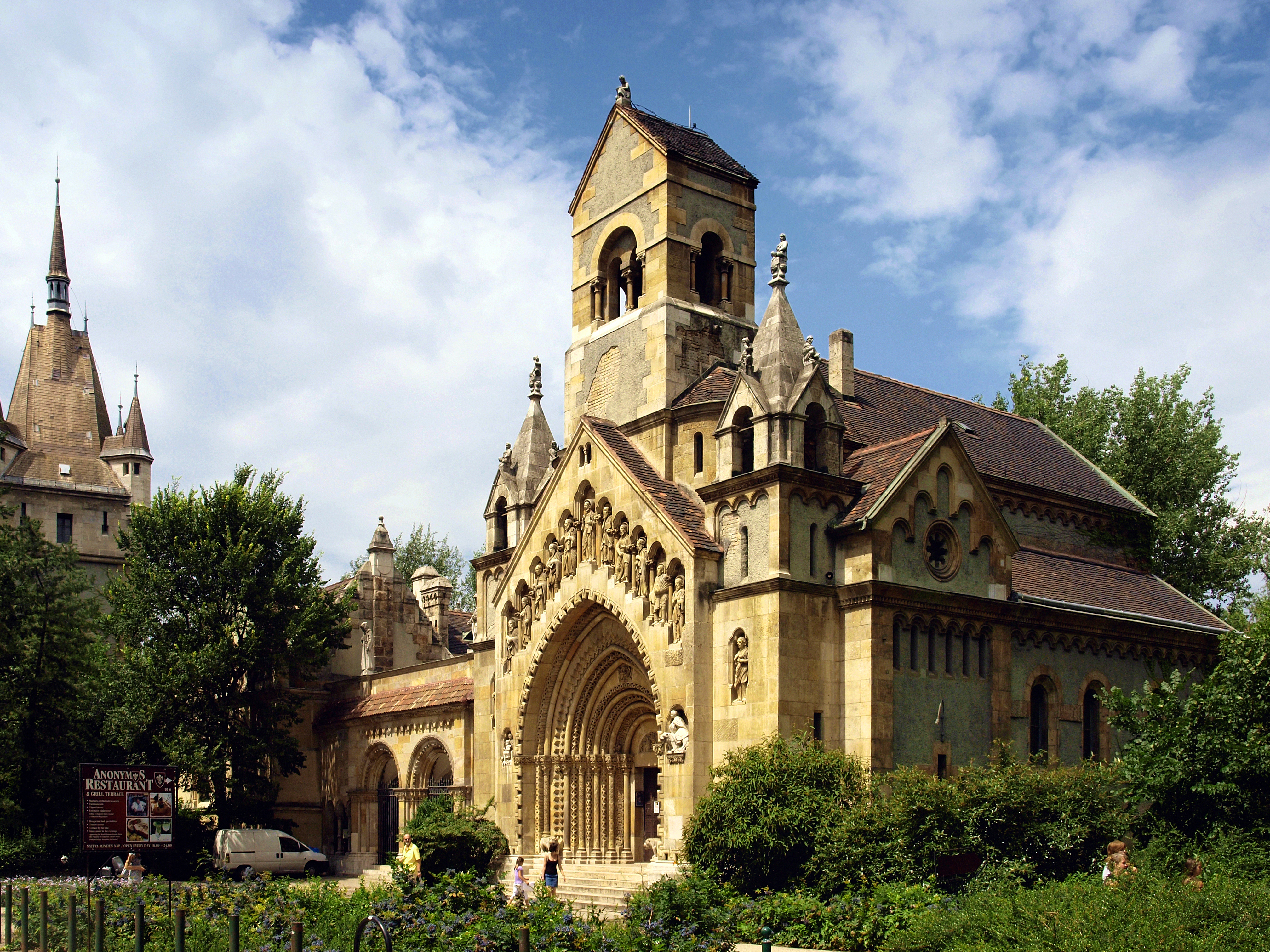
Reproduction de l'église de Ják au château de Vajdahunyad à Budapest

### Église de Ják
Le village de Ják a la particularité de posséder une petite église abbatiale romane (elle était autrefois liée à une abbaye bénédictine) qui serait le principal édifice médiéval de Hongrie. Sa construction a commencé en 1220 ; elle avait été commandée par la famille Mârton Nagy. En 1256 elle est dédiée à Saint Georges.
L'église de Ják (jáki templom) de style roman tardif, est célèbre pour le décor sculpté de sa façade. Elle est considérée au même titre que les églises de Zsámbék et de Bélapátfalva, comme un exemple de ce type d’architecture en Hongrie et parmi les plus beaux de l'art roman au monde.
Une réplique de l'Église de Ják se trouve dans le parc communal du château de Vajdahunyad à Budapest.